# Søren Abildgaard
Søren Pedersen Abildgaard (* 18. Februar 1718 in Flekkefjord, Norwegen; † 2. Juli 1791 in Kopenhagen) war ein dänischer Biologe, Autor und Illustrator.

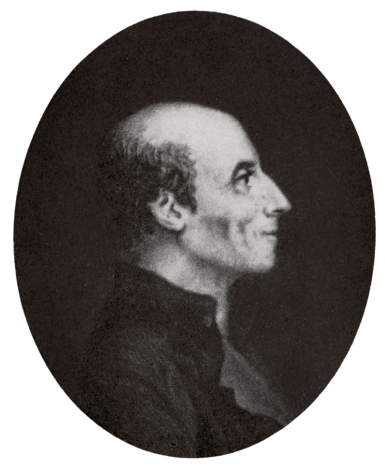

## Leben und Werk

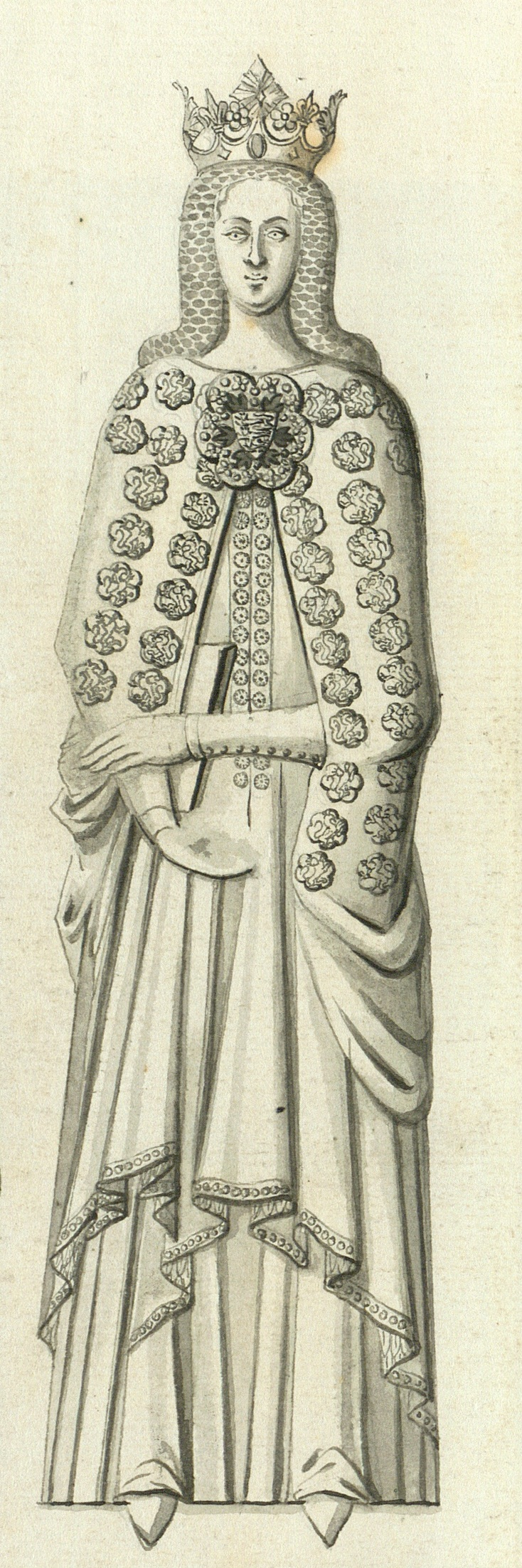
Zeichnung des Bronzemonuments Königin Eufemia in der Klosterkirche Sorø, 1756

Søren Pedersen Abildgaard war Sohn des Zollbeamten Peder Abildgaard und seiner Ehefrau Anne Sørensdatter. In Christianssand ging er zur Schule und besuchte dort auch bis 1737 die Universität (heute: Universität Agder).
Abildgaard bereiste ganz Dänemark, zunächst als Illustrator und Maler von Jacob Langebeks (1710–1775) wissenschaftlicher Exkursion die Ostküste Dänemarks (1754–1755), den Ostseeraum und Schweden. Später ging er auf eine eigene zwölfjährige Reise durch Dänemark und Norwegen (1756–1776). Dabei zeichnete er jede Art eines Natur- oder Baudenkmals, das Aufschluss über die Vergangenheit der Dänisch-norwegischen Personalunion geben konnte. Diese Zeichnungen befinden sich heute in der Universitätsbibliothek von Kopenhagen. Da viele seiner Zeichnungen insbesondere bei Runensteinen und Grabdenkmälern einen von heutigen Umwelt- und Zeiteinflüssen weitgehend freien Eindruck vermitteln, sind sie als Bildquellen nicht zu unterschätzen.
Er war mit Anne Margrethe Bastholm verheiratet. Das Paar hatte zwei Söhne: Nicolai Abraham Abildgaard (1743–1809) und Peter Christian Abildgaard (1740–1801).
Abildgaard ist am meisten für seine zwei Werke zur topographischen Mineralogie bekannt. Nach dem Tode seines dänischen Kollegen Otto Friedrich Müller gab er die weiteren Bände von dessen Zoologiae Danicae Prodromus, seu Animalium Daniae et Norvegiae Indigenarum characteres, nomina, et synonyma imprimis popularium, 1776 ff., heraus.
Sein Autorenkürzel für zoologische Taxa lautet Abildgaard.